# Гури, Исраэль
Исраэль Гури (ивр. ישראל גורי‎, имя при рождении — (И)срул, или Израиль Гурфинкель; 15 октября 1893, Гиришены, Оргеевский уезд, Бессарабская губерния — 17 сентября 1965) — израильский политический деятель, депутат кнессета от рабочей партии Мапай (1949—1965).
Исраэль Гурфинкель родился 15 октября 1893 года в деревне Гиришены в Бессарабии (ныне Теленештский район Молдавии) в семье сельскохозяйственного рабочего Дов-Бера Гурфинкеля и его жены Либы Гершевны Бергер. Учился в хедере и частной гимназии в Кишинёве, затем в Одесском университете. С 1919 года — в подмандатной Палестине (прибыл на корабле «Руслан»). В 1922—1931 годах — член рабочего совета Тель-Авива, затем секретарь ЦИК Гистадрута и Ассамблеи представителей подмандатной Палестины.
Избран депутатом Кнессета 1-го созыва в 1949 году, переизбирался четыре раза (1951, 1955, 1959, 1961). В 1951—1965 годах — председатель финансовой комиссии кнессета
Именем Гури названа улица в Тель-Авиве.
Сын Исраэля Гури — известный израильский поэт и журналист Хаим Гури (1923—2018).